# Gare de Saint-Vincent-de-Tyrosse
Pour les articles homonymes, voir Gare de Saint-Vincent.
La gare de Saint-Vincent-de-Tyrosse est une gare ferroviaire française située sur la commune de Saint-Vincent-de-Tyrosse (département des Landes), sur la ligne de Bordeaux-Saint-Jean à Irun.

## Histoire
En 2019, selon les estimations de la SNCF, la fréquentation annuelle de la gare était de 165 945 voyageurs contre 145 525 en 2018.

## La gare
La gare est desservie par les trains TER Nouvelle-Aquitaine, à destination de Dax ou Bordeaux vers le nord, et d'Hendaye vers le sud. À cela s'ajoute un Intercités de nuit, reliant Paris-Austerlitz à Tarbes.

## Galerie

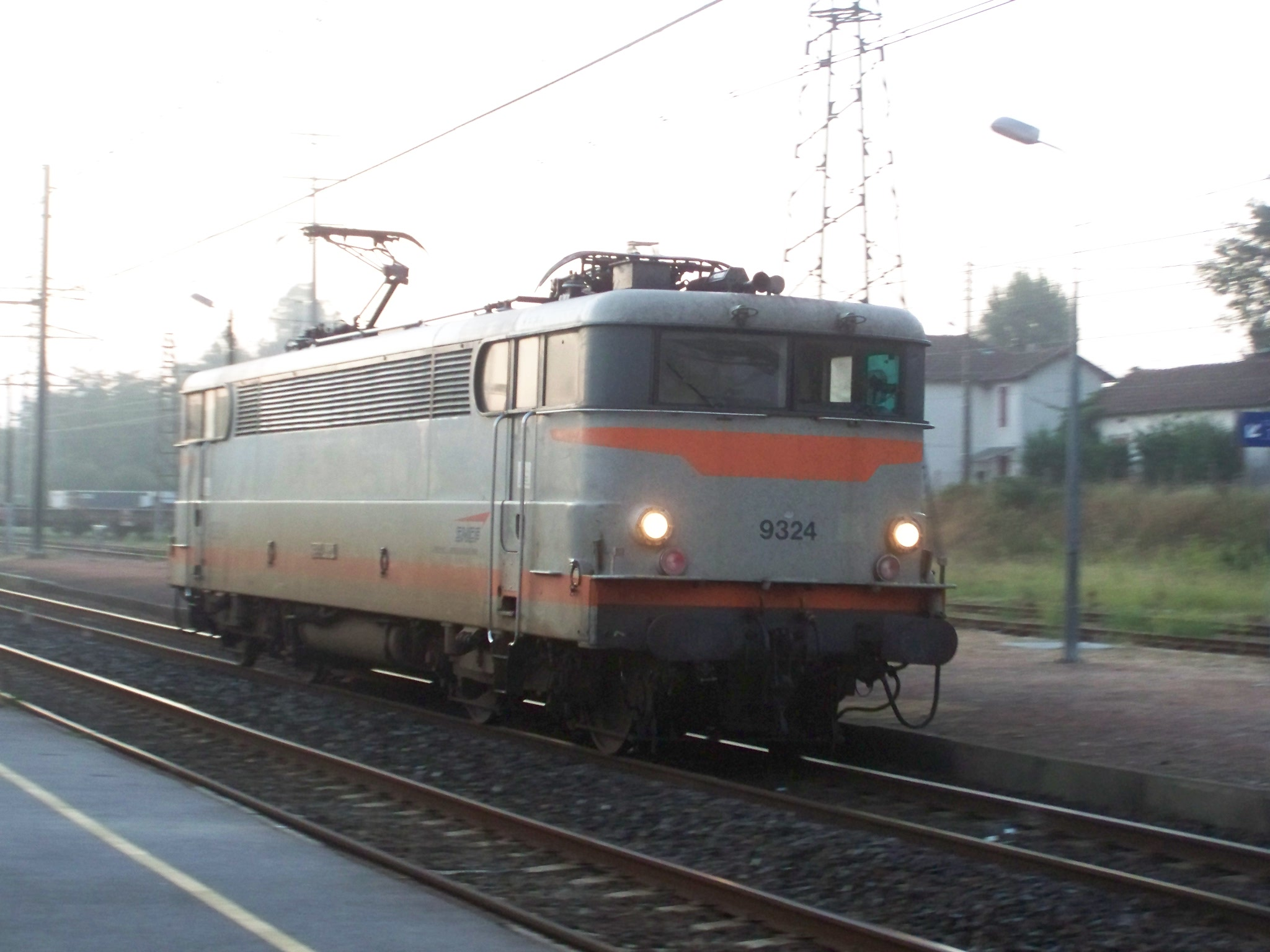
Passage sans arrêt au petit matin d'une BB 9300 faisant route vers Bayonne.
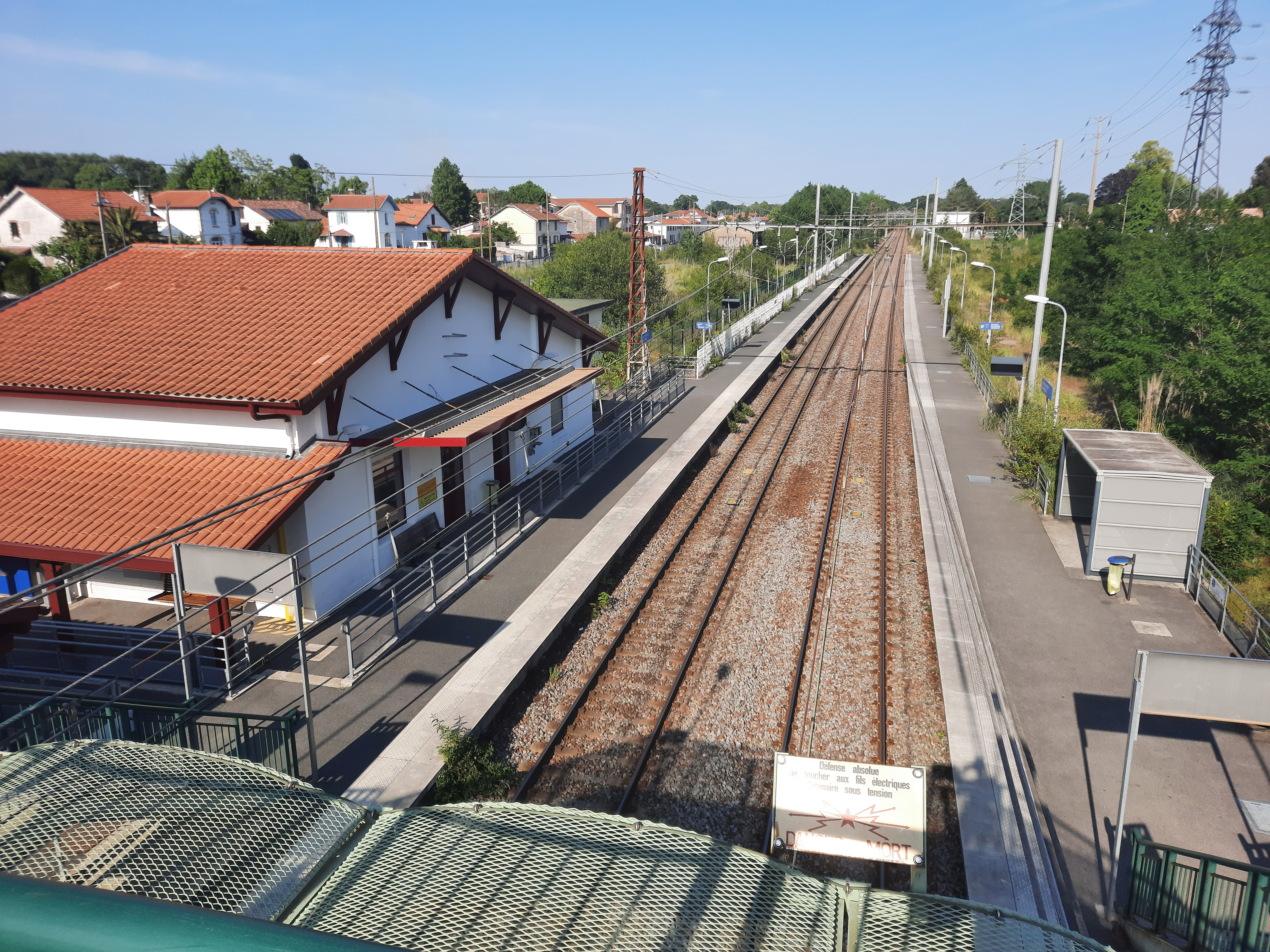
Vue du bâtiment voyageurs et des voies, depuis la passerelle.
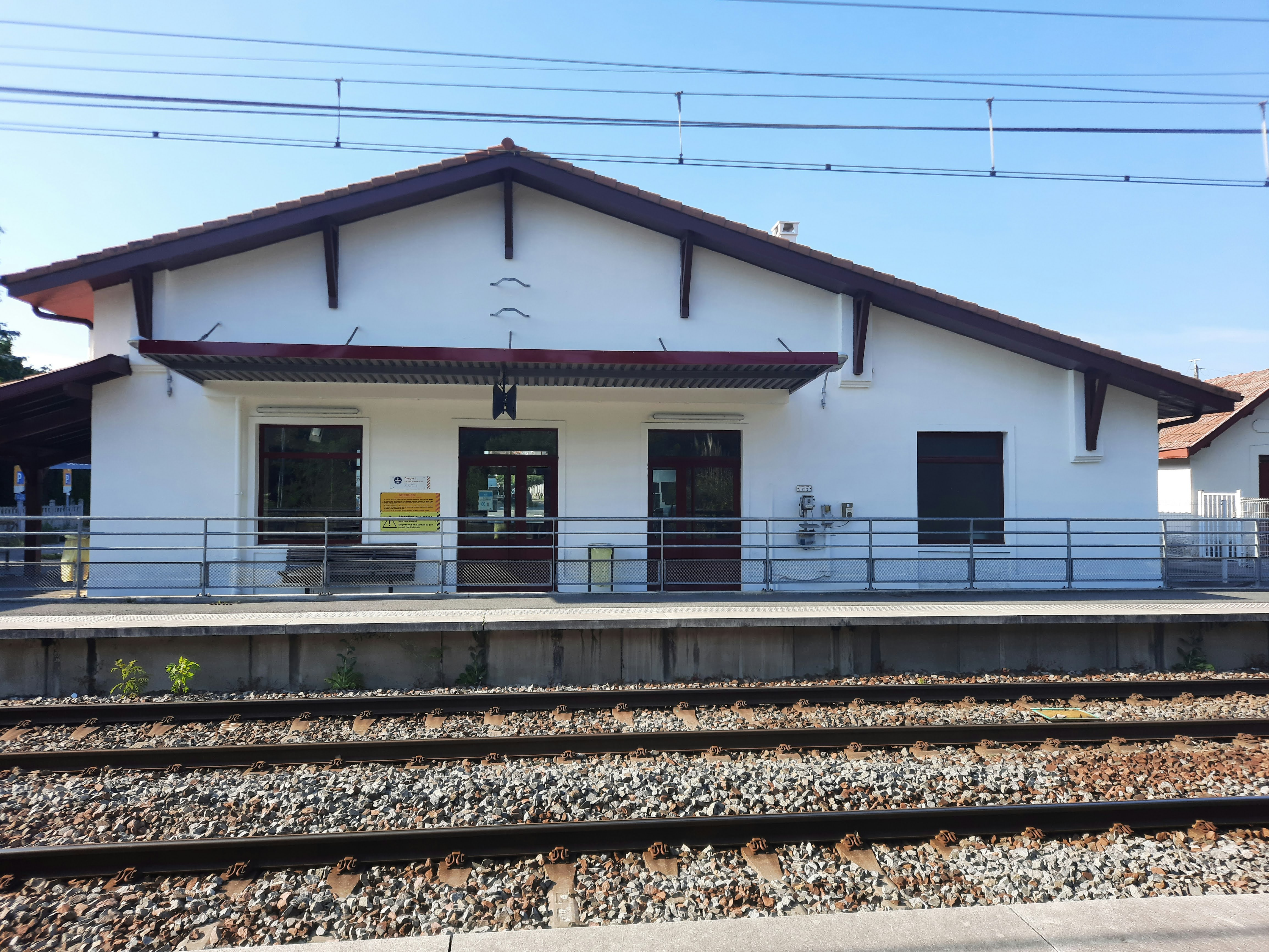
Vue du bâtiment voyageurs, depuis la voie 1.
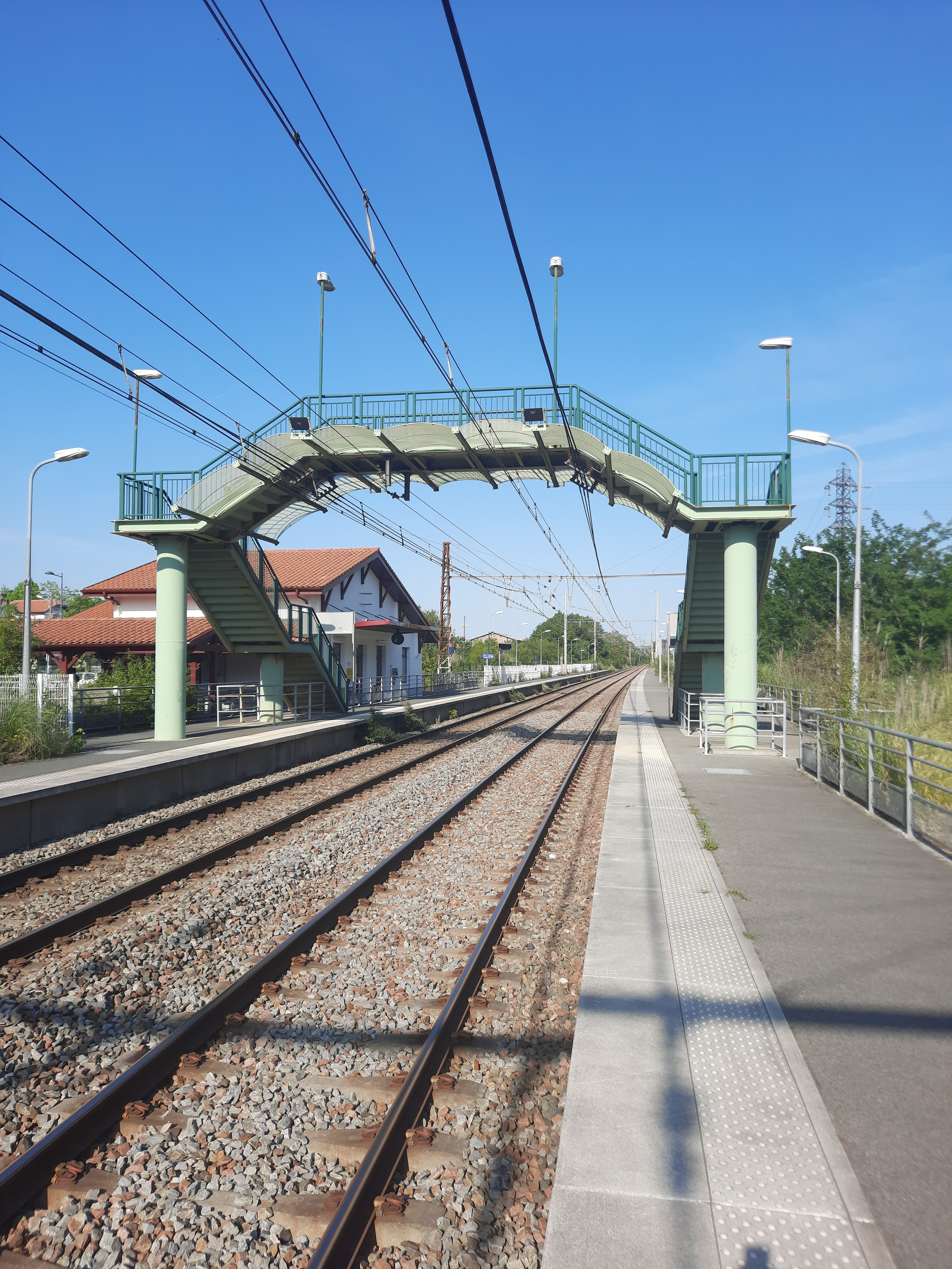
Vue de la passerelle et du bâtiment voyageurs, depuis la voie 1.
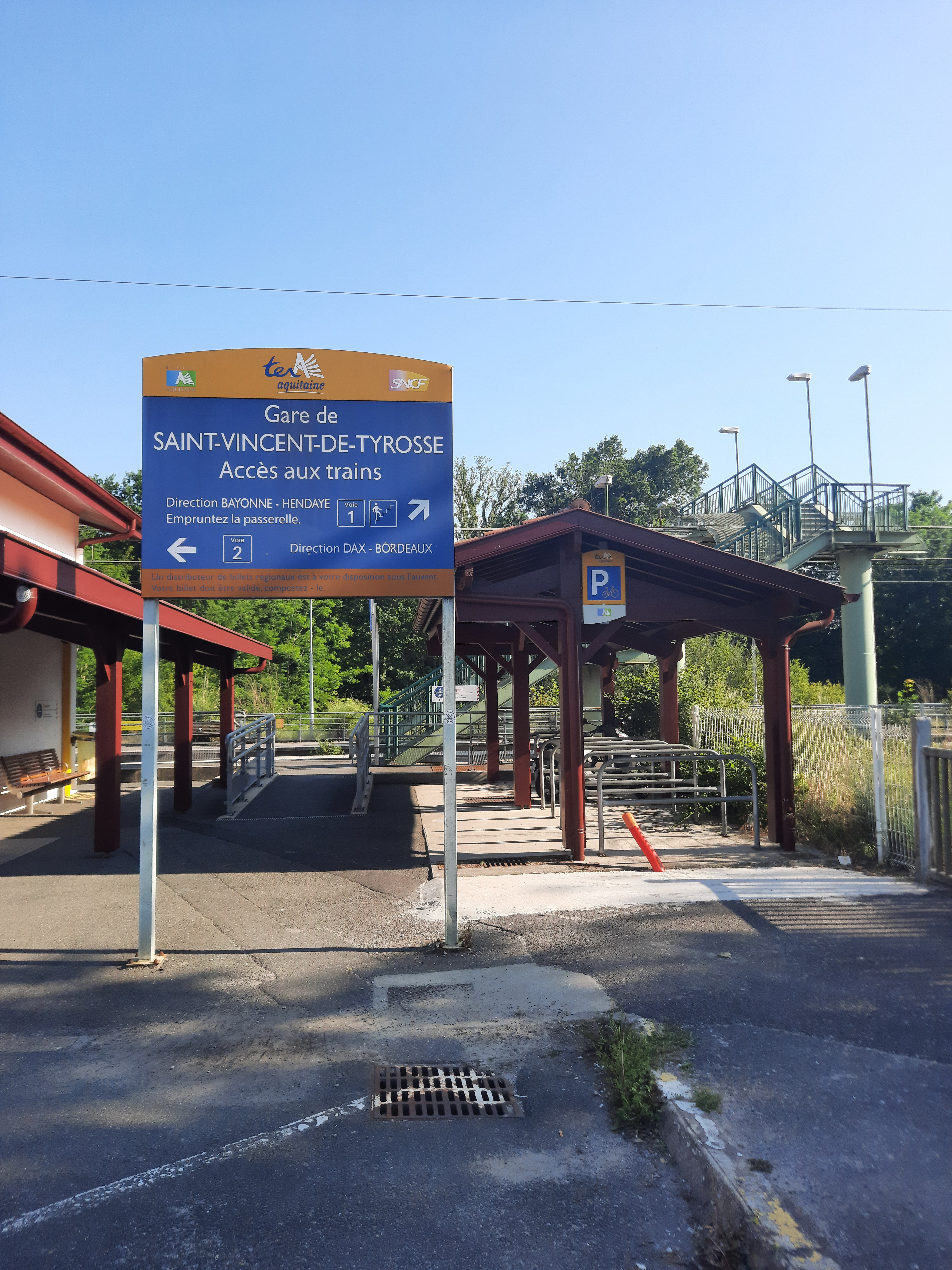
Panneau d'information et parking à vélos.